# Pierre Duputz
Pierre Édouard Duputz le 12 janvier 1812 à Bordeaux (Gironde) et mort le 5 mai 1883 à Fezensac (Gers), est un homme politique français.

## Biographie
Négociant à Condom, il est député du Gers de 1849 à 1851, siégeant au groupe d'extrême gauche de la Montagne.

## Sources
- « Pierre Duputz », dans Adolphe Robert et Gaston Cougny, Dictionnaire des parlementaires français, Edgar Bourloton, 1889-1891 [détail de l’édition]